# قوات العاصفة

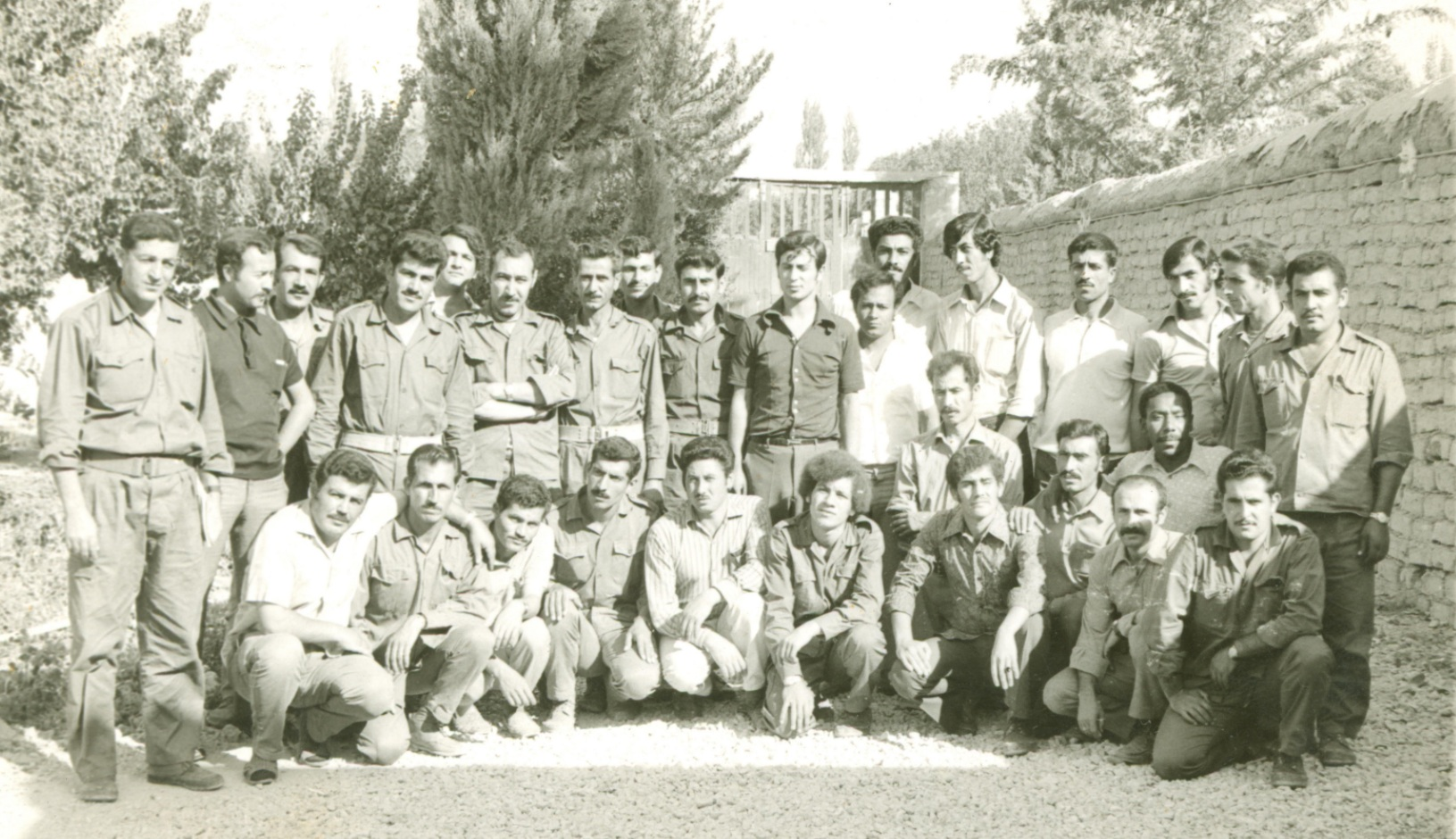
عثمان أبو غربية مؤسس وآمر مدرسة الكوادر العسكرية لقوات العاصفة

العاصفة الجناح العسكري الرئيسي للحزب السياسي الفلسطيني وحركة فتح. كانت العاصفة برئاسة ياسر عرفات وخليل الوزير.

## التاريخ
في يوم رأس السنة الميلادية 1965 أعلنت حركة فتح عن تشكيل جناحها العسكري الذي أطلق عليه اسم قوات العاصفة في البيان العسكري رقم 1. أعلن هذا التصريح عن أول هجمات حرب عصابات ضد إسرائيل وأعلن رسميا عن إطلاق الكفاح المسلح من أجل استقلال الفلسطينيين. في ذلك الوقت كانت حركة فتح بعيدة عن الاستعداد لنشاط عسكري مستمر. على الرغم من أن جذور العاصفة كانت متجذرة في حركات العصابات المنظمة المعروفة باسم الفدائيين إلا أنها كانت تضم عددا قليلا من المتطوعين المدربين وعدد أقل من الأسلحة الصالحة للاستخدام.
وقعت الغارة الأولى في 31 ديسمبر 1964 لكنها أعاقت عندما اعتقل الجيش اللبناني المقاتلين أثناء التخطيط لهدم محطة لضخ المياه الوطنية الإسرائيلية. في الليلة التالية تسللت وحدة العاصفة الثانية إلى الحدود الجنوبية لبحيرة طبرية ووضعت عبوة ناسفة في قناة مائية لم تنفجر أبدا. في السنوات الأولى لم يكن تأثير العاصفة العسكري المباشر يذكر ولا تزال أنشطتها محدودة الفعالية. بحلول نهاية عامها الأول ادعت العاصفة أنها نفذت أكثر من 110 عمليات داخل الأراضي الإسرائيلية. ومع ذلك فإن مصادر إسرائيلية تقيد عمليات العاصفة بعدد 35 عملية فقط في نفس الفترة الزمنية.
بصفة عامة لم يكن للعاصفة سوى نجاح محدود في قيادة الكفاح المسلح ضد إسرائيل. كانت عملياتها أكثر رمزية من الفعالية وكان تأثيرها أكثر نفسيا من ماديا. مع مرور الوقت تم دمج غالبية قوات العاصفة في الجناح المسلح لمنظمة التحرير الفلسطينية جيش التحرير الفلسطيني. على الرغم من أن بعض الوحدات احتفظت باسم العاصفة خلال الثمانينيات والتسعينات إلا أن حركة فتح أعادت في نهاية المطاف تسمية جناحها المسلح من العاصفة إلى كتائب شهداء الأقصى بعد اندلاع انتفاضة الأقصى في عام 2000.

## العلاقات مع الدول العربية
رأت معظم الدول العربية أن أنشطة العاصفة في حرب العصابات هي مغامرة طائشة يمكن أن تؤدي إلى حرب غير مواتية مع إسرائيل. في عام 1965 طلبت قيادة الجيش اللبناني أن تتوقف الصحافة اللبنانية عن نشر بيانات العاصفة وأخبار عملياتها. في يناير 1966 طالب الممثلون العرب للجنة الهدنة المختلطة بإنهاء أنشطة العاصفة على أساس أنها غير فعالة وتسببت في أعمال انتقامية إسرائيلية. تم الاتفاق على تدابير للحد من هذه الغارات. حاول العاهل الأردني الملك حسين بهدوء لكنه حاول بقوة منع العاصفة من العمل من الأراضي الأردنية. قتل أول رجل من رجال العاصفة من قبل دوريات الحدود الأردنية بينما كانت وحدته تعود من مهمة في إسرائيل.
الدولة الوحيدة التي تدعم موقف العاصفة هي سوريا. كان النظام البعثي في السلطة في عام 1966 اعتمد رسميا إستراتيجية حرب التحرير الشعبية باعتبارها الوسيلة المناسبة الوحيدة لتحقيق تحرير فلسطين. عرضوا استضافة مقر العاصفة وسمح لأعضائها بحرية الحركة في سوريا.

## دور النساء
بعد الهزيمة العربية في حرب 1967 بدأت سلطات العاصفة الرائدة بما في ذلك زعيمها ياسر عرفات النظر بجدية في إدراج المرأة في قواتها. بدأت العاصفة تجنيد ضمني للنساء المقاتلات اللواتي شاركن في أنشطة مسلحة من 1967 إلى 1968. لم تبدأ حملة العاصفة حتى عام 1981 حملة تعبئة عامة علنية تم فيها تدريب مئات الطالبات على التكتيكات العسكرية من قبل العاصفة. ومع ذلك فإن عددا قليلا جدا من النساء اللواتي شاركن في الحملة طلبن فعلا العمل في أعمال ضد إسرائيل. بمجرد الانتهاء من النساء اللواتي شاركن في معسكرات التدريب هذه بتدريبهن تم إرسالهن بشكل عام إلى ديارهن ولم يتم تجميعهن في صفوف العاصفة.
دلال المغربي هي واحدة من المسلمات الإناث الأكثر شهرة. شاركت في هجوم الطريق الساحلي عام 1978 عندما اختطفت مجموعة من مقاتلي العاصفة حافلة مما أدى إلى تبادل لإطلاق النار مع السلطات الإسرائيلية. توفيت المغربي خلال الهجوم ومنذ ذلك الحين تم الإشادة بها كشهيدة فلسطينية مهمة وبطلة وطنية.